# The Love Affair (Britse band)
The Love Affair is een Londense voormalige popgroep, die in 1968 een Britse nummer 1-hit had met het liedje Everlasting Love.

## Geschiedenis
De band werd in februari 1966 in Londen opgericht onder de naam The Soul Survivors en bestond toen uit zanger Steve Ellis, drummer Maurice Bacon, toetsenist Morgan Fisher, gitarist Ian Miller en bassist Warwick Rose. In deze samenstelling namen ze een aantal demo's op, maar die zijn nooit uitgegeven.
In augustus 1966 wijzigden ze hun naam in The Love Affair. Gitarist Georgie Michael voegde zich bij de band en Miller en Rose namen afscheid, waarna The Love Affair in november 1966 een platencontract tekende bij Decca Records. In de Abbey Road Studios namen ze het door Kenny Lynch geschreven en geproduceerde liedje Woman, Woman op. Een cover van het door Jagger/Richards geschreven She Smiled Sweetly werd in februari 1967 als eerste single uitgegeven, met op de B-kant Satisfaction Guaranteed.
Hierna werd Michael vervangen door Rex Brayley en in augustus 1967 verliet Fisher de band. In augustus en september 1967 maakte toetsenist Peter Bardens deel uit van The Love Affair. Hij werd vervangen door Lynton Guest en richtte later de progressieve-rockband Camel op. Onder leiding van Muff Winwood (van de Spencer Davis Group) namen ze de liedjes Back Into My Life Again en Everlasting Love op. Een nieuwere opname van Everlasting Love werd in december 1967 door CBS Records als single uitgegeven. Hiermee scoorde The Love Affair in het Verenigd Koninkrijk een nummer één-hit en in de Nederlandse Top 40 bereikten ze de dertiende plaats. De bekende versie van dit liedje was niet door de band zelf opgenomen, maar door studiomuzikanten en een orkest.
In de zomer van 1968 voegde Fisher zich weer bij de band. Guest was hier ontstemd over en besloot zijn eigen groep te vormen. Hun debuutalbum The Everlasting Love Affair werd in december 1968 uitgegeven. Enkele liedjes van dit album en ook hun singles uit 1969 werden geschreven door Phillip Goodhand-Tait. De band toerde in deze periode met Herman's Hermits. Onder de naam M.J.M. Productions produceerden Fisher, Jackson en Bacon in 1969 het enige album 'Igginbottom's wrench van de progrockgroep Igginbottom. Rond de jaarwisseling werd Ellis vervangen door August Eadon. De bandnaam werd gewijzigd in L.A. en in 1970 gaf CBS Records het album New Day uit. Het bracht hen geen succes, dus besloten ze weer verder te gaan onder de naam Love Affair. In februari 1971 gaf Polydor Records hun single Wake Me, I'm Dreaming uit. Brayley en Jackson namen hierna afscheid en richtten hun eigen bands op, respectievelijk genaamd Muscles en Calvary.
Brayley en Jackson werden door bassist Bob Sapsed en gitarist Bernie Holland vervangen. John Watchman verving later Holland, die zich bij Stealers Wheel voegde. In de zomer van 1971 vormden Fisher, Bacon en Sapsed met zanger Tim Staffell (van Smile) de band Morgan. De andere bandleden richtten hun eigen band op, die eerst Colt en later Love Affair werd genoemd. In de jaren 1970 en 1980 bleef deze groep optreden.

## Samenstelling
- Steve Ellis - zang (1966-1969)
- Morgan Fisher - toetsen (1966-1967, 1968-1971)
- Rex Brayley - gitaar (1967-1971)
- Mick Jackson - basgitaar (1966-1971)
- Maurice Bacon - drums (1966-1971)

- Ian Miller - gitaar (1966)
- Warwick Rose - basgitaar (1966)
- Georgie Michael - gitaar (1966-1967)
- Peter Bardens - toetsen (1967)
- Lynton Guest - toetsen (1967-1968)

- August Eadon - zang (1970-1971)
- Bob Sapsed - basgitaar (1971)
- Eunan Brady - gitaar (1971)
- Bernie Holland - gitaar (1971)
- John Watchman - gitaar (1971)

## Discografie

### Albums
| Album met eventuele hitnotering(en) in de Nederlandse Album Top 100 | Datum van verschijnen | Datum van binnenkomst | Hoogste positie | Aantal weken | Opmerkingen   |
| ------------------------------------------------------------------- | --------------------- | --------------------- | --------------- | ------------ | ------------- |
| The Everlasting Love Affair                                         | 1968                  | -                     | -               | -            |               |
| New Day                                                             | 1970                  | -                     | -               | -            |               |
| The Golden Era of Pop Music                                         | 1973                  | -                     | -               | -            | Verzamelalbum |
| Everlasting Hits                                                    | 1991                  | -                     | -               | -            | Verzamelalbum |
| The Best of the Good Times                                          | 2001                  | -                     | -               | -            | Verzamelalbum |
| Singles A's and B's                                                 | 2002                  | -                     | -               | -            | Verzamelalbum |

### Singles
| Single met eventuele hitnotering(en) in de Nederlandse Top 40 | Datum van verschijnen | Datum van binnenkomst | Hoogste positie | Aantal weken | Opmerkingen                 |
| ------------------------------------------------------------- | --------------------- | --------------------- | --------------- | ------------ | --------------------------- |
| She Smiled Sweetly                                            | 1967                  | -                     | -               | -            |                             |
| Everlasting Love                                              | 1967                  | 10-02-1968            | 13              | 7            | Nr. 12 in de Single Top 100 |
| Rainbow Valley                                                | 1968                  | 04-05-1968            | 32              | 2            |                             |
| A Day Without Love                                            | 1968                  | -                     | tip 7           | -            |                             |
| One Road                                                      | 1969                  | 22-02-1969            | 16              | 7            | Nr. 16 in de Single Top 100 |
| Bringing on Back the Good Times                               | 1969                  | -                     | -               | -            |                             |
| Baby I Know                                                   | 1969                  | -                     | -               | -            |                             |
| Lincoln County                                                | 1970                  | -                     | -               | -            |                             |
| Speak of Peace, Sing of Joy                                   | 1970                  | -                     | -               | -            |                             |
| Wake Me, I Am Dreaming                                        | 1971                  | -                     | -               | -            |                             |
| Help (Get Me Some Help)                                       | 1971                  | -                     | -               | -            |                             |

| Single met hitnotering(en) in de Vlaamse Ultratop 50 | Datum van verschijnen | Datum van binnenkomst | Hoogste positie | Aantal weken | Opmerkingen |
| ---------------------------------------------------- | --------------------- | --------------------- | --------------- | ------------ | ----------- |
| Everlasting Love                                     | 1967                  | 02-03-1968            | 15              | 4            |             |

### NPO Radio 2 Top 2000
| Nummers met noteringen in de NPO Radio 2 Top 2000 | '99  | '00  | '01  | '02  | '03  | '04  | '05  | '06  | '07  | '08  | '09  | '10  |
| ------------------------------------------------- | ---- | ---- | ---- | ---- | ---- | ---- | ---- | ---- | ---- | ---- | ---- | ---- |
| Everlasting Love                                  | 1437 | 1663 | 1478 | 1518 | 1736 | 1583 | 1264 | 1533 | 1997 | 1610 | 1986 | 1758 |
| Rainbow valley                                    | -    | 1855 | -    | -    | -    | -    | -    | -    | -    | -    | -    | -    |

1. ↑  Een '-' betekent dat het nummer niet was genoteerd en een vetgedrukt getal geeft de hoogste notering van een nummer aan.
2. ↑  Deze tabel is bijgewerkt tot en met de laatste editie (2024).